# Gaetano Scirea
Gaetano Scirea [ɡa.eˈtaːno ʃiˈreːa] (Cernusco sul Naviglio, 25 de maio de 1953–Babsk, 3 de setembro de 1989) foi um jogador de futebol da Itália. Um dos maiores defensores da história do futebol e um dos grandes ídolos da Juventus.

## Biografia
Scirea foi um dos maiores líberos da história do futebol, por muitos especialistas é considerado o melhor de todos, tinha uma técnica incrível, grande visão de jogo e sabia sair jogando como ninguém. Em toda a sua carreira, Scirea não foi expulso jamais, um feito espetacular para um zagueiro (Brasil) ou central (Portugal). O título da Copa do Mundo de 1982, do Mundial Interclubes (Antigo Intercontinental) de 1985 e a Liga dos Campeões da Europa de 1984/1985 são considerados os marcos na sua carreira fantástica. É considerado o maior ídolo da história da Juventus ao lado de Michel Platini. Na "Juve" Scirea ganhou todos os títulos possíveis. Disputou três Copas do Mundo (1978, 1982 e 1986). Era conhecido por ser uma pessoa de valores.
Após se aposentar em 1988passou a trabalhar para a Juventus como "olheiro", profisional que observa jovens talentos. Morreu em 1989 em um acidente de carro quando se dirigia para a Polônia. Seu carro bateu em um caminhão de combustível, explodindo e causando morte instantânea de Scirea, do motorista e de outro passageiro que estava no mesmo carro.

## Carreira

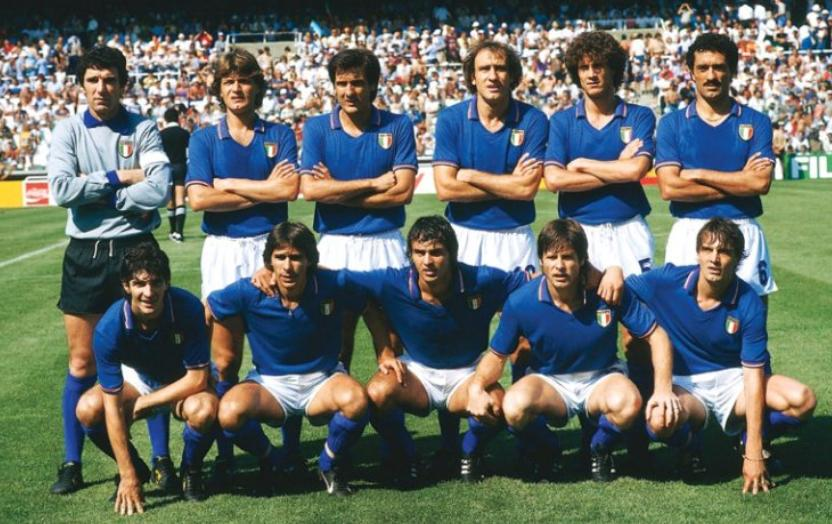
A Seleção Italiana na vitoriosa Copa do Mundo de 1982. Scirea é o terceiro jogador em pé, da esquerda para a direita.

Scirea jogou pelo Atalanta (72/74) e pela Juventus (74/89) onde conquistou 7 Scudettos, 2 Copas da Itália, 1 Copa dos Campeões, 1 Recopa, 1 Supercopa da Europa, 1 Copa da Uefa e uma Copa Intercontinental. Defendeu também a seleção da Itália nas copas de 1978 e 1982, onde foi campeão em 1982.

## Ligações Externas
- Perfil em Fifa.com (em inglês)